# Hans Landau
Hans Landau (* 27. Oktober 1892 in Berlin; † nach 1933) war ein deutscher Mediziner.
Landau habilitierte sich 1922 im Fachgebiet Chirurgie. 1928 wurde er zum außerordentlichen Professor ernannt.
Kurz nach der Machtergreifung der Nationalsozialisten im Frühjahr 1933 wurde Landau auf Grundlage des § 3 des Gesetzes zur Wiederherstellung des Berufsbeamtentums, das bis auf ganz wenige Ausnahmen die Entlassung von Juden aus dem Staatsdienst vorsah, seine Lehrbefugnis entzogen. Er emigrierte daraufhin nach Großbritannien, wo er eine Privatpraxis in London betrieb.
Von den deutschen Polizeiorganen wurde Landau nach seiner Auswanderung als Staatsfeind eingestuft. Im Frühjahr 1940 wurde er vom Reichssicherheitshauptamt auf die Sonderfahndungsliste G.B. gesetzt, ein Verzeichnis von Personen, die im Falle einer erfolgreichen Invasion und Besetzung der britischen Insel durch die deutsche Wehrmacht von den Besatzungstruppen nachfolgenden Sonderkommandos der SS mit besonderer Priorität ausfindig gemacht und verhaftet werden sollten.

## Schriften
- Die experimentellen Grundlagen und klinischen Ergebnisse der Gefäßchirurgie, Leipzig 1915. (Dissertation)
- Experimentelle Versuche über die Einwirkung von Acridinfarbstoffen und Sanocrysin auf die Streptokokkeninfektion der Peritonealhöhle, in: Archiv für klinische Chirurgie, Bd. 141 (1926), Heft 3, S. 566.
- Die Partialantigentherapie nach Deycke-Much und ihre Bedeutung für die chirurgische Tuberkulose, in: Archiv für klinische Chirurgie, Bd. 118 (1920), Heft 2, S. 397–418.